# Yoghi, salsa e merende
Yoghi, salsa e merende (The New Yogi Bear Show) è una serie televisiva a cartoni animati prodotta da Hanna-Barbera e basata sul personaggio dell'orso Yoghi. In Italia è nota anche come Lo show dell'orso Yoghi.
In questa serie Greg Burson divenne la nuova voce di Yoghi, sostituendo Daws Butler, morto il 18 maggio 1988.
La sigla utilizzata durante le trasmissioni Mediaset del cartone, intitolata Yoghi, salsa e merende (testo di Alessandra Valeri Manera e musica di Franco Fasano), è cantata da Cristina D'Avena.

## Episodi
| Nº | Titolo                                     | Titolo originale                | Prima TV Stati Uniti |
| -- | ------------------------------------------ | ------------------------------- | -------------------- |
| 1  | Yoghi asso del surf                        | Kahuna Yogi                     | 12 settembre 1988    |
| 2  | Chi la fa l'aspetti                        | Grin & Bear It                  | 13 settembre 1988    |
| 3  | L'importante è vincere                     | Board Silly                     | 14 settembre 1988    |
| 4  | Il principe dello schermo                  | Shine on Silver Screen          | 15 settembre 1988    |
| 5  | Buffalo Billy                              | Buffalo'd Bear                  | 16 settembre 1988    |
| 6  | L'uovo fatale                              | The Yolks on Yogi               | 19 settembre 1988    |
| 7  | Yoghi De Bergerac                          | Yogi De Beargerac               | 20 settembre 1988    |
| 8  | Nevrosi da orso                            | Bearly Sick                     | 21 settembre 1988    |
| 9  | Scambio di orsi                            | Bear Exchange                   | 22 settembre 1988    |
| 10 | Imitando Yoghi                             | To Bear is Human                | 23 settembre 1988    |
| 11 | Yoghi a dieta                              | Slim & Bear It                  | 26 settembre 1988    |
| 12 | Yoghi mamma dell'anno                      | Old Biter                       | 27 settembre 1988    |
| 13 | Yoghi il super pompiere                    | Pokey the Bear                  | 28 settembre 1988    |
| 14 | Yoghi l'indovino                           | Shadrak Yogi                    | 29 settembre 1988    |
| 15 | La crociera riposante                      | Bruise Cruise                   | 30 settembre 1988    |
| 16 | Yoghi l'indomabile                         | Bear Obedience                  | 3 ottobre 1988       |
| 17 | Bubli star del circo                       | Come Back, Little Boo Boo       | 4 ottobre 1988       |
| 18 | Yoghi rockstar                             | La Bamba Bear                   | 5 ottobre 1988       |
| 19 | Chiocciare frenetico                       | Clucking Crazy                  | 6 ottobre 1988       |
| 20 | Missile fuori rotta                        | Misguided Missile               | 7 ottobre 1988       |
| 21 | Figure da controfigura                     | Double Trouble                  | 10 ottobre 1988      |
| 22 | L'attacco del Ninja Raccoon                | Attack of the Ninja Raccoon     | 11 ottobre 1988      |
| 23 | L'orso scooterista                         | Biker Bear                      | 12 ottobre 1988      |
| 24 | L'amico migliore                           | Bearly Buddies                  | 13 ottobre 1988      |
| 25 | Il predaterminator                         | Predaterminator                 | 14 ottobre 1988      |
| 26 | Bubu il piccolo lordo                      | Little Lord Boo Boo             | 17 ottobre 1988      |
| 27 | Yoghi l'orso delle caverne                 | Yogi the Cave Bear              | 18 ottobre 1988      |
| 28 | Piccoli bigfoot                            | Little Big Foot                 | 19 ottobre 1988      |
| 29 | Yoghi Top Gun                              | Top Gun Yogi                    | 20 ottobre 1988      |
| 30 | Il diamante Hopeful                        | The Hopeful Diamond             | 21 ottobre 1988      |
| 31 | Veri orsi non mangiano la torta Pasqualina | Real Bears Don't Eat Quiche     | 24 ottobre 1988      |
| 32 | Viscido Smith                              | Slippery Smith                  | 25 ottobre 1988      |
| 33 | A scuola dell'orsetto ninja                | In Search of the Ninja Raccoon  | 26 ottobre 1988      |
| 34 | Le mongolfiere                             | Balloonatics                    | 27 ottobre 1988      |
| 35 | Un ballerino speciale                      | The Big Bear Ballet             | 28 ottobre 1988      |
| 36 | Orsi in orbita                             | Blast Off Bears                 | 31 ottobre 1988      |
| 37 | Yoghi innamorato                           | Battle of the Bears             | 1º novembre 1988     |
| 38 | Il brutto sogno                            | Bringing Up Yogi                | 2 novembre 1988      |
| 39 | Tutto è bene quel che finisce bene         | Unbearable                      | 3 novembre 1988      |
| 40 | Orso Banjo                                 | Banjo Bear                      | 4 novembre 1988      |
| 41 | Papà orso clandestino                      | Boxcar Pop                      | 7 novembre 1988      |
| 42 | Yoghi e la mamma                           | Yogi Meets The Mummy            | 8 novembre 1988      |
| 43 | Orsetto ninja - L'ultima sfida             | Ninja Raccoon, The Final Shogun | 9 novembre 1988      |
| 44 | Yoghi illusionista                         | The Not So Great Escape         | 10 novembre 1988     |
| 45 | Il mio amico Barilone                      | My Buddy Blubber                | 11 novembre 1988     |

## Doppiaggio
| Personaggio  | Doppiatore originale | Doppiatore italiano |
| ------------ | -------------------- | ------------------- |
| Orso Yoghi   | Greg Burson          | Massimo De Ambrosis |
| Bubu         | Don Messick          | Marco Mete          |
| Ranger Smith | Don Messick          | Nino Prester        |